# Nicolas de Condorcet

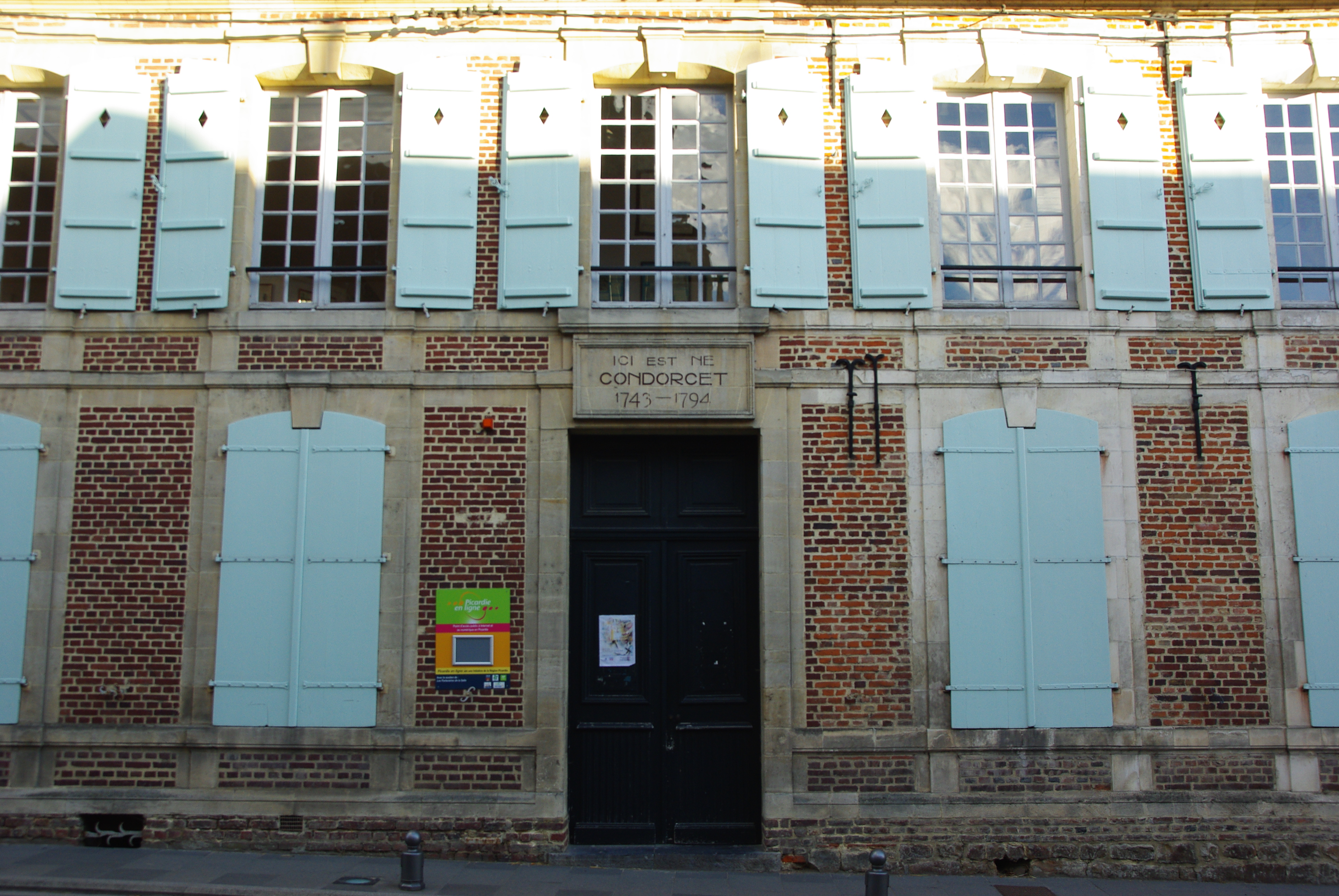
Casa natal de Condorcet a Ribemont. La casa va ser parcialment destruïda durant la Primera Guerra Mundial i va restar abandonada durant molt de temps.

Nicolas de Condorcet (francès: Marie-Jean-Antoine Nicolas de Caritat, marquis de Condorcet)  (Ribemont, 17 de setembre de 1743 - Bourg-la-Reine, 28 de març de 1794) fou un matemàtic, filòsof i polític francès del segle xviii i un dels personatges més influents i representatius de la Il·lustració francesa.

## Vida
Condorcet va néixer a Picardia, on el seu pare, oficial de cavalleria, estava destinat, tot i que la seva família procedia del Midi. En morir el seu pare poques setmanes després del seu naixement,  va ser educat per la seva mare, summament religiosa, i un oncle, bisbe de Lisieux.
El 1756 estava estudiant al col·legi jesuïta de Reims, on va rebre el premi al millor alumne. El 1758 va ingressar al Col·legi de Navarra, la més prestigiosa escola jesuïta de París, on, sota la guia de l'abbé Nollet, es va graduar el 1759, llegint una tesi d'anàlisi matemàtica que va ser força valorada pel tribunal format per d'Alembert, Clairaut i Fontaine.
Després d'un temps a la casa materna a Ribemont, on la seva família l'apressa a seguir la carrera militar com el seu pare, s'instal·la definitivament el 1762 a París, a l'àtic del seu amic i col·lega Georges Girault de Kéroudon, amb la intenció de començar una carrera professional com a matemàtic, objectiu que aconsegueix en els anys següents, essent escollit, fins i tot, membre de l'Acadèmie Royale des Sciences el 1769.

El 1770, juntament amb d'Alembert, viatgen a Ferney, on s'hi estaran un temps, a casa de Voltaire. L'impacte de Voltaire en el pensament de Condorcet serà fort: en una carta a Turgot escriu:
| «                                 | He trobat Voltaire tan ple d'activitat i d'esperit, que qualsevol estaria temptat de dir que és immortal... | » |
| — Condorcet, carta a Turgot, 1770 | |   |

A partir d'aquest viatge, els seus interessos, sense abandonar les matemàtiques, giraran cap a les ciències socials i la política. Els seus temes recurrents versaran sobre les reformes socials, econòmiques i polítiques que cal adoptar sobre bases científiques.
Aquest mateix any és nomenat assistent del secretari perpetu de l'Acadèmia de Ciències, Jean-Paul Grandjean de Fouchy, a qui, finalment substituirà en el càrrec a partir de 1777.
En ser coronat rei Lluís XVI (1774), el seu mestre i amic Turgot és nomenat Controlador General (ministre d'economia, més o menys) i l'any següent, Condorcet és nomenat Inspector General de Monedes i Director de la Seca de França, càrrec que li permetrà tenir uns ingressos assegurats i gaudir de la seva residència oficial al Hôtel des Monnaies (casa de la moneda). Tot i que el ministeri de Turgot no va durar més que vint mesos, Condorcet romandrà en el seu càrrec fins al 1790, no essent acceptada la seva dimissió en plegar Turgot.
El 1786 es va casar amb Marie-Louise-Sophie de Grouchy, vint anys més jove que ell, però amb qui va formar un tàndem perfecte, en ser molt similars els seus interessos intel·lectuals (incloent-hi el protofeminisme i el dret de vot de les dones). Sophie de Condorcet crearà una de les tertúlies filosòfiques més populars de París, que tenia lloc al Hôtel des Monnaies i que continuarà, fins i tot, després de la mort del seu marit.

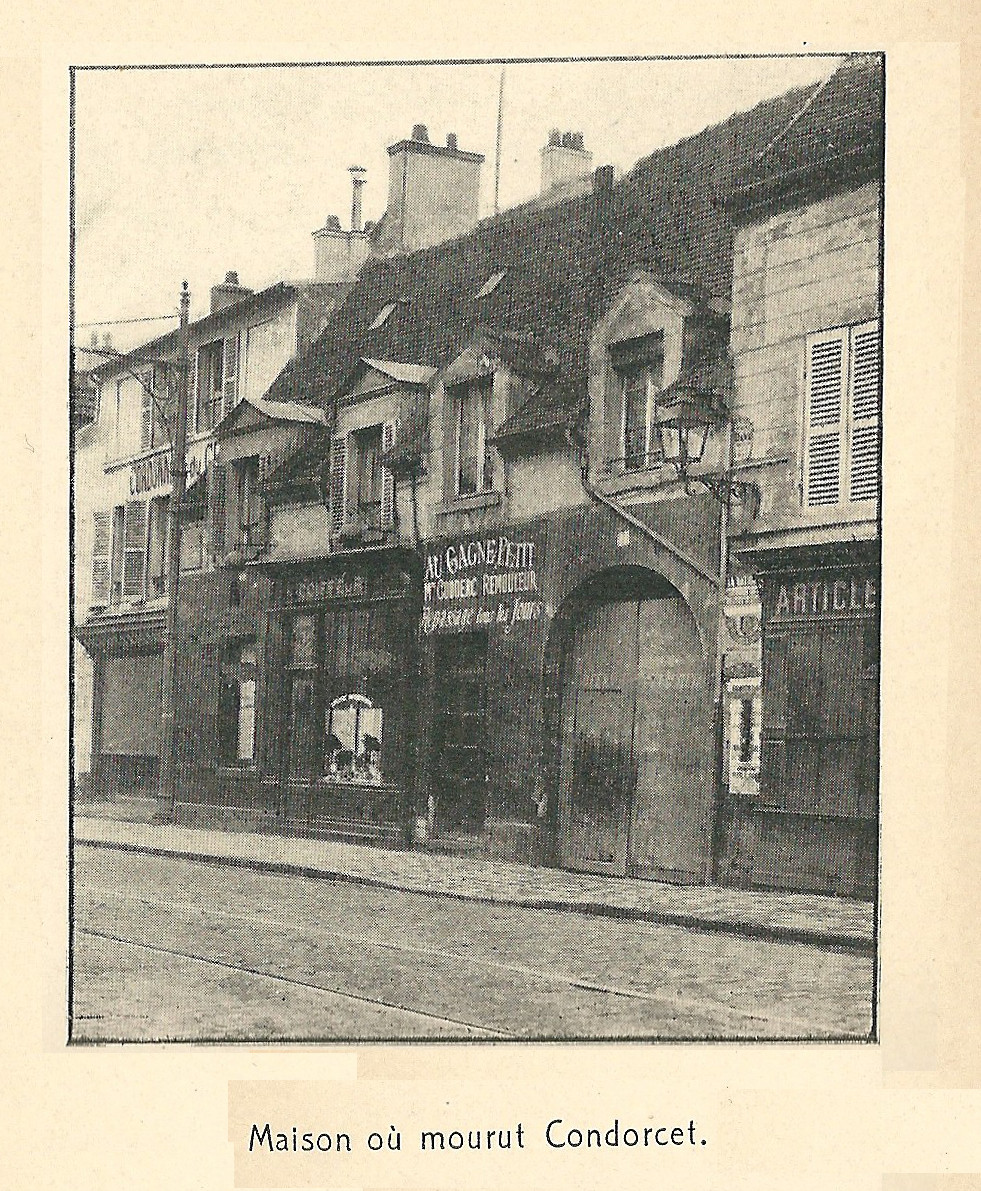
Edifici de l'antiga presó de Bourg-la-Reine.

A partir de la Revolució Francesa (1789), Condorcet jugarà un paper important com a polític: serà membre de l'ajuntament de París (1789), comissari de la tresoreria nacional (1791), membre, secretari i, finalment, president de l'Assemblea Legislativa (1792). Des de l'Assemblea es va oposar al judici i execució de Lluís XVI, atraient així les ires dels jacobins. El 1792 va promoure l'escola obligatòria i gratuïta en un sistema educatiu laic amb igualtat entre noies i nois, que no es va dur a terme, i en part, fins a la llei de François Guizot de 1833 El 1793 formà part de la comissió que redactà el primer projecte de Constitució, que fou rebutjat amb els vots dels jacobins.
A partir de l'aprovació de la Constitució redactada per Hérault de Sechelle, Condorcet va ser denunciat per la seva oposició a aquesta, el juliol de 1793. A l'octubre és posat fora de la llei i els seus béns confiscats. Condorcet es refugia a la casa de madame Vernet (vídua de l'escultor Louis-François Vernet) al número 21 de la rue Servandoni. El 5 d'abril de 1794 va abandonar la casa, per raons no gaire clares, i va ser arrestat i conduït a la presó de Bourg-la-Reine. Uns dies després, el dia 8, quan el carceller va obrir la cel·la en què estava presoner un desconegut, només hi va trobar un cadàver. S'ignora si va morir de manera natural, si es va suïcidar o si va ser assassinat.

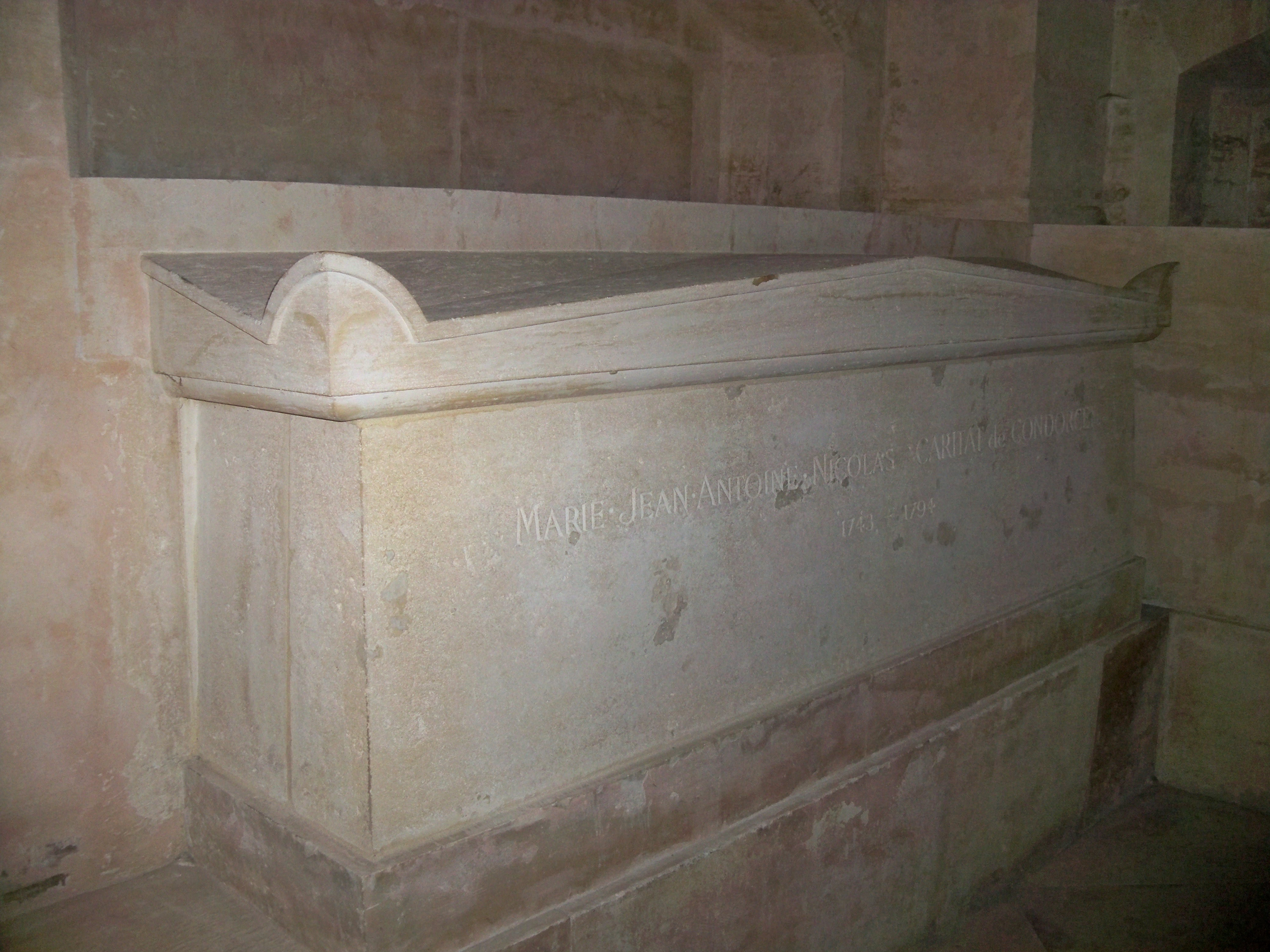
Tomba de Condorcet al Panteó de París.

Condorcet va ser simbòlicament enterrat al Panteó de París el 1989, en honor al bicentenari de la Revolució Francesa i al paper de Condorcet com a figura central de la Il·lustració. El seu taüt, però, estava buit, ja que les seves restes, originalment enterrades al cementiri comú de Bourg-la-Reine, s'havien perdut durant el segle XIX.

## Obra

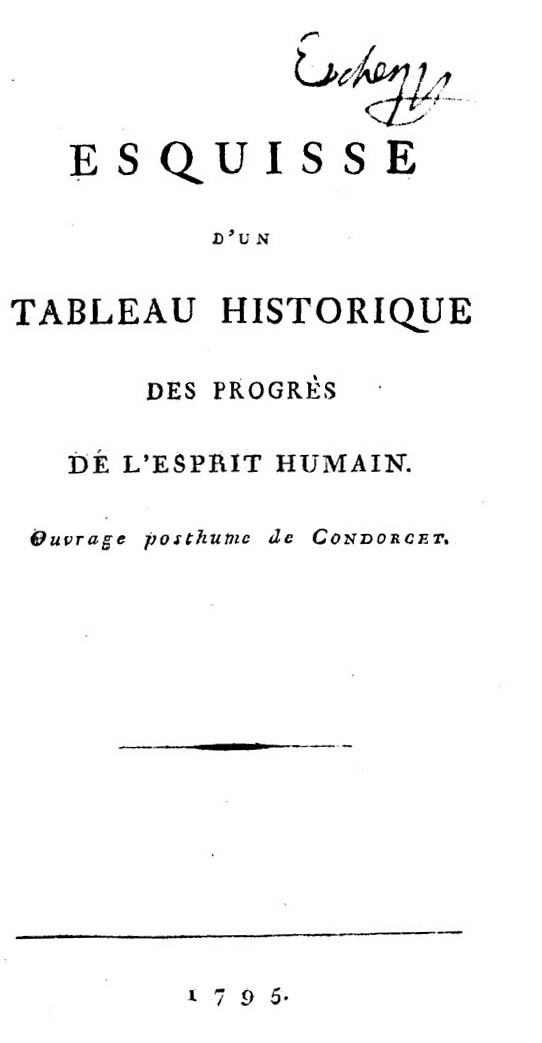
Esquisse d'un tableau historique des progres de l'esprit humain, 1795

Abans del seu viatge a Ferney i la visita a Voltaire, Condorcet va publicar dos llibres de càlcul integral:
- 1765 - Du Calcul intégral en què estudia les derivades parcials i totals de les equacions de més d'una variable.[22]
- 1767 - Du problème des trois corps en què estudia el problema dels tres cossos.

A partir de 1772, i com una de les seves obligacions de secretari perpetu de l'Acadèmie, escriurà els Éloges (obituaris) dels acadèmics morts cada any, de les quals n'arribarà a escriure cinquanta-quatre.
També a partir d'aquesta data, la seva matemàtica es fa social i es comença a preocupar per trobar solucions lògiques als problemes d'ordre social.
Així es preocuparà per temes com les eleccions, els imposts, la llibertat de comerç, l'esclavitud, etc.
- 1785 - Essai sur l'application de l'analyse à la probabilité des décisions rendues à la pluralité des voix, on es planteja la paradoxa de Condorcet i el teorema dels jurats.[25]
- 1788 - Essai sur la constitution et les functions des Assemblées provinciales
- 1795 (pòstum) - Tableau général de la science qui a pour l'object l'application du calcul aux sciences politiques et morales

D'una importància capital seran els seus escrits sobre l'ensenyament públic, perquè estan a la base de tot el sistema d'ensenyament públic francès fins als nostres dies:
- 1791-1792 - Cinq Memoires sur l'instruction publique
- 1792 - Rapport et project de decré sur l'organization générale de l'instruction publique presentat a l'Assemblea Nacional el 20 d'abril de 1792

Finalment, mentre es trobava amagat a la casa de Mme. Vernet va escriure l'Esquisse de d'un Tableau historique des progrés de l'esprit humain, on expressa la seva fe absoluta, típica del pensament de la Il·lustració, en el progrés indefinit de la Humanitat.
Les seves Obres Completes, van ser publicades entre 1802 i 1804 per la seva muller, Sophie de Grouchy, amb la col·laboració dels seus amics Cabanis i Garat (21 volums). Una nova edició es va fer entre 1847 i 1849 (12 volums) dirigida pel seu gendre Arthur Condorcet-O'Connor i el científic i polític François Arago.

## El precedent de Ramon Llull
L'any 2001 amb el descobriment dels manuscrits perduts Ars notandi, Ars electionis, i Alia ars electionis, Llull és reconegut com el descobridor de la paradoxa de Condorcet, que va ser redescoberta durant el segle XVIII pel Marquès de Condorcet.